# Mariusz Witecki
Mariusz Witecki (* 10. Mai 1981 in Kielce) ist ein ehemaliger polnischer Radrennfahrer und aktuell sportlicher Leiter eines Radsportteams.

## Sportlicher Werdegang
Mariusz Witecki wurde 2000 in der U23-Klasse beim Chrono des Herbiers Dritter hinter Niels Brouzes und Jurij Kriwzow. 2006 feierte er seinen einzigen Profierfolg, als er das Straßenrennen der polnischen Straßen-Radmeisterschaft gewann und somit für ein Jahr lang das polnische Meistertrikot in den Landesfarben tragen durfte. Witecki fuhr für das polnische Professional Continental Team Intel-Action und wechselte 2007 zu Team Volksbank. Von 2008 bis 2011 trug er das Trikot von Mróz. Bis zu seinem Karriereende folgen drei weitere Stationen. In dieser Zeit gewann er die Gesamtwertung des Szlakiem Grodòw Piastowskich 2009 und das Eintagesrennen Memoriał Henryka Łasaka 2010. Der Gewinn der Gesamtwertung des Course de la Solidarité Olympique 2012 war der letzte zählbare Erfolg seiner Karriere.
Nach der Saison 2016 beendete Witecki im Alter von 35 Jahren seine aktive Karriere im Radsport. Zur Saison 2017 übernahm er das Management und die sportliche Leitung des Voster ATS Teams.

## Erfolge
2004
- Memorial Andrzeja Trochnowskiego

2006
- Polnischer Meister – Straßenrennen

2008
- eine Etappe Bałtyk-Karkonosze Tour
- Puchar Uzdrowisk Karpackich

2009
- Gesamtwertung Szlakiem Grodòw Piastowskich

2010
- Memoriał Henryka Łasaka

2012
- Gesamtwertung Course de la Solidarité Olympique